# علم ولاية مين

علم ولاية مين

علم ولاية مين مابين أذار 1901 - شباط 1909

علم البحرية التجارية لولاية مين

أعتمد علم ولاية مين في يوم 23 شباط - فبراير من عام 1909 م حيث وافق المجلس التشريعي للولاية على العلم المقترح وفي يوم 16 حزيران - يونيو من نفس السنة تم اعتماد العلم رسميا علما لولاية مين . يتكون علم مين من شعار نبالة الولاية مستندة على خلفية زرقاء اللون .